# 西和束村
西和束村（にしわづかむら）は、京都府相楽郡にあった村。現在の和束町の西端にあたる。

## 地理
- 山岳：妙見山、湯谷山
- 河川：和束川

## 歴史

### 村名の由来
和束郷の西部にあったことによる。

### 沿革
- 1889年（明治22年）4月1日 - 町村制の施行により、石寺村・白栖村・撰原村・下島村の区域をもって発足。
- 1954年（昭和29年）12月15日 - 中和束村・東和束村と合併して和束町が発足。同日西和束村廃止。

## 行政

### 公共機関
- 木津警察署西和束村巡査駐在所 - 白栖

## 教育

### 小学校[1]
- 西和束村立西和束小学校 - 1895年（明治28年）6月15日、白栖に西和束尋常小学校として創立。1903年（明治36年）4月西和束尋常高等小学校、1941年（昭和16年）4月西和束国民学校、1947年（昭和22年）4月西和束小学校に改称。

#### 廃校
- 西和束村立西和束第一尋常小学校 - 1892年（明治25年）12月、石寺に創立。1895年6月、第二尋常小学校と統合。
- 西和束村立西和束第二尋常小学校 - 1892年（明治25年）12月、白栖に創立。1895年6月、第一尋常小学校と統合。